# Appartements Marlborough
Les appartements Marlborough sont un immeuble d'habitation situés au 570 rue Milton à Montréal au Québec (Canada). Ils ont été désignés lieu historique national du Canada en 1990, comme exemple typique pour la conception d'immeuble d'appartements au tournant du vingtième siècle.
Construit en 1900, Il s'agit d'un édifice en brique de quatre étages. Il a été conçu par le bureau d'architecte Andrew Taylor et George William Hamilton Gordon et est de style Queen Anne.
La façade et l'entrée de l'édifice a été utilisé dans le film Les Aimants de Yves Pelletier.